# ブライアン・リマ
ブライアン・パラ・リマ（Brian  Pala Lima、1972年1月25日 - ）は、サモアの元ラグビーユニオン選手。

## プロフィール
- サモア・アピア出身。
- ポジションはウィング(WTB)、センター(CTB)。
- 身長 186cm、体重 95kg
- 7人制サモア代表に選ばれたことがある。
- サモア代表通算キャップ数は67。
- ラグビーワールドカップ1991・ラグビーワールドカップ1995・ラグビーワールドカップ1999・ラグビーワールドカップ2003・ラグビーワールドカップ2007のサモア代表に選ばれた[1](5大会選出は最多タイ[2])。

## 略歴
マリスト・St・ジョゼフズ、オークランド、ハイランダーズ、ブルーズ、ハイランダーズ、スタッド・フランセ、スウォンジーを経て、2003年、セコムラガッツに加入。同年9月15日に行われたジャパンラグビートップリーグ第1節の東芝府中ブレイブルーパス戦に途中出場で日本での公式戦初出場を果たす。 
その後マンスターを経て、2005年、ブリストルに加入。
2007年、現役を引退した。
2011年にはラグビー殿堂入りした。